# C-Span
Cable-Satellite Public Affairs Network, kallas C-Span; stiliserat som C-SPAN, är ett amerikanskt icke-vinstinriktat sändningsnätverk som sänder TV-program utan reklam.

## Bakgrund
Programutbudet består framförallt av direktsändningar från senaten och representanthusets plenisalar, kongressens utskottsförhör, presidenten samt departementens presskonferenser, presidentvalsdebatter, föredrag och symposier, samt debatter i utländska parlament (främst kanadensiska och brittiska underhuset). Kanalen har kallats för postmodernistisk då programvalen inte sker med någon kommersiell logik.
C-Span, som började sändas 1979, ägs gemensamt av de största kabel-TV-bolagen och finansieras av kabel-TV-avgifter.